# Ernst Westerberg (författare)
Ernst Erik Westerberg, född den 26 februari 1862 i Kumla, död den 19 april 1949 i Uppsala, var en svensk författare. Pseudonym: Erik på Åsen.        

## Biografi
Föräldrar var folkskolläraren och organisten Erik Johan Westerberg och Hedvig Matilda Hedbom. Westerberg skrev främst enkla och troskyldiga folklivsskildringar från Västmanland och Dalarna. 

### Varia
- Sveriges hjältar och riddersmän: efter Afzelius' Sagohäfder skildrade för ungdomen. Stockholm: Bonnier. 1897. Libris 1664257
- Svenska drottningar: några blad ur våra hävder. Uppsala: Lindblad. 1916. Libris 1660776
- Formulärbok för alla. Stockholm. 1923. Libris 1937740